# 茅坪鎮
茅坪鎮（ぼうへいちん）は中華人民共和国湖南省邵陽市城歩ミャオ族自治県の鎮。

## 行政区画
- 第一社区
- 第二社区
- 第三社区
- 土橋村
- 金塔村
- 白竹山村
- 桐竜村
- 奇竜村
- 坪水村
- 璽坪水村
- 胡山界村
- 譚家沖村
- 大塘村
- 双橋村
- 大古村
- 七里山村
- 高茆塘村
- 联竜村
- 林科所
- 燕子山林場

## 歴史
唐の時代、現地のミャオ族はここを「毛坪」と命名しました。

## 経済

### 名物・特産品
- 黄鉄鉱
- 鉛
- 亜鉛
- 銅
- リン
- 沙
- 石灰岩

## 地理
茅坪鎮は城歩ミャオ族自治県北部に位置し、北は西岩鎮と、東は新寧県と、西は睢寧県と、南は儒林鎮とそれぞれ接している。
- 河川：沅江、資江、巫水
- 山：帽子頭（1191メートル）

## 交通

### 道路
- 省道219